# Moldaviens nationella ishockeyfederation
Moldaviens nationella ishockeyfederation ordnar med organiserad ishockey i Moldavien. Moldavien inträdde den 20 maj 2008 i IIHF.

### Fotnoter
1. ↑  ”Moldova”. International Ice Hockey Federation. http://www.iihf.com/iihf-home/countries/moldova.html. Läst 9 april 2012.